# 杏耶
杏耶（あや、1989年〈平成元年〉4月16日 - ）は、日本のイラストレーター。山形県出身。東京都在住。血液型O型。

## 人物
日本デザイナー芸術学院仙台校卒業後、2011年からイラスト制作を開始し、2013年よりプロのイラストレーターとしてデビュー。
食べることと料理をすることが大好きで、趣味の一環で手軽に作れる様々なレシピを独自に考案、それをイラスト化して「あやぶた食堂」という名目でTwitterに公開したところ反響を呼び、2015年4月書籍化となった。
「あやぶた食堂」では、おかず、おつまみ、デザートなどの様々なジャンルが紹介されており、どれもコンセプトは「簡単にできておいしいもの」。
その中には炊飯器を使ったお手軽レシピもあり、この手軽さが料理の苦手な人や多忙な人達に注目を集め人気を呼んだ。
その他、丼物だけを紹介したレシピ漫画「ド丼パ！」や、身近で起こった出来事をまとめた「バカ死」なども不定期にネットへ公開している。
影響を受けた漫画家はよしながふみ、和月伸宏。

## 賞歴
- The 46th CREPOS SELECTION「海」最終選考
- The 47th CREPOS SELECTION「おいしい」入選
- The 49th CREPOS SELECTION「教室２０１かい」最終選考
- The 50th CREPOS SELECTION「バイバイ」最終選考

## 作品
本
- 2015年4月22日 宝島社　『あやぶた食堂～簡単すぎる「うんめぇモノ」83レシピ』　ISBN 978-4-80-023874-0
- 2016年9月28日 イースト・ブレス　『のんで東北たべて東北』　ISBN 978-4-78-161474-8
- 2016年10月5日 一迅社『ド丼パ！』　ISBN 978-4-7580-0922-5

その他
- 2013年07月07日 ゆりみそ／著 「四十路独女ゆりみその借金180万円脱出! 貯蓄500万円達成デイズ」 カバーデザイン、作画
- 2015年01月03日 朝日新聞山形版 イラスト提供
- 熊谷悠太 iTunes 配信ジャケット

## 展示会
個展
- 2015年01月16日-31日 「ケーキ展」（つどいのスペースぐるっぽ / 山形県）
- 2015年04月24日 「あやぶた食堂展」（最上徳内記念館 / 山形県村山市）
- 2015年08月04日 「あやぶた食堂オカワリ」（有限会社西谷 / 山形県）

企画展
- ISCREAM Design主催デザイン展　出展
- 千葉展示会「猫展」出展
- 山形個展「レトロロマン展」出展

## メディア紹介
雑誌
- 2015年08月17日 祥伝社　月刊からだにいいこと8月号 「炊飯器レシピ特集」

テレビ
- 2015年05月23日 さくらんぼテレビジョン 昼ドキ!TV やまがたチョイす「あやぶた食堂」イラストレーター杏耶のご紹介
- 2015年07月22日 山形放送 ピヨ卵ワイド 生出演「炊飯器で簡単レシピ！」
- 2015年10月18日 さくらんぼテレビジョン 昼ドキ!TV やまがたチョイす「炊飯器レシピ」ハロウィン編
- 2015年12月19日 さくらんぼテレビジョン 昼ドキ!TV やまがたチョイす「炊飯器レシピ」クリスマス編
- 2016年03月02日 山形放送 「食いしん坊イラストレーターの杏耶の特集」

ラジオ
- 2015年04月16日 FM山形出演
- 2015年04月18日 vigoFM出演